# Restaurant Michel

Restaurant Michel var en restaurang på Karlavägen 73 på Östermalm i Stockholm
Restaurangen öppnades 1984 av krögarparet Mikael Settergren och Renate Majlinger. I köket basade köksmästaren Martin Werner. På dagtid serverade man husmanskost till affärslunchgästerna medan kvällsmenyn dominerades av fransk gormetmat. Restaurangen belönades 1989 med en stjärna i Guide Michelin. Inför 1992 års upplaga lämnade Settergren tillbaka stjärnan för att ändra konceptet från dyr finkrog till billigare svensk mat under namnet Mikael.